# Тийи, Лоран
Лора́н Тийи́ (фр. Laurent Tillie; род. 1 декабря 1963 года) — французский волейболист, доигровщик, участник двух Олимпиад. Тренер национальной сборной Франции (с 2012 по 2021 год) — впервые привёл сборную к победе на Олимпийских играх 2020.

## Карьера
Спортивную карьеру начал в 1980 году в составе клуба высшей французской лиги «Канны». На протяжении клубной карьеры играл в основном в домашнем чемпионате, также играл в первенстве Италии. За годы выступлений восемь раз выигрывал золотые медали чемпионата Франции, дважды выигрывал национальный кубок. В 1981 году в составе «Канн» выиграл первый в истории розыгрыш Кубка ЕКВ.
С 1982 по 1995 выступал в составе сборной Франции, за которую сыграл 406 матчей. В 1991-1992 годах был капитаном сборной. В 1985 году завоевал первую медаль в составе сборной, став бронзовым призёром чемпионата Европы. Два года спустя стал вице-чемпионом континента. В 1988 и 1992 годах принимал участие вместе со сборной в Олимпийских играх.
Завершил карьеру игрока в «Каннах», после чего стал тренером этой команды. С 2001 по 2012 год возглавлял этот клуб, в 2005 году привёл его к победе в чемпионате Франции. В 2012 году был назначен главным тренером сборной Франции. Под руководством Тийи французы выиграли европейское первенство 2015 года и выиграли мировую лигу того же года. В 2016 году вывел сборную на Олимпиаду в Рио-де-Жанейро.
В 2020 году Тилли возглавил японский клуб «Панасоник Пантерс», который в 2024 году сменил название на «Осака Блютеон». При нём команда дважды стала серебряным призёром чемпионата птраны и дважды бронзовым призёром. В ноябре 2024 года стал новым главным тренером мужской сборной Японии, подписав контракт на четыре года – до Олимпиады-2028 в Лос-Анджелесе. 

## Семья
- Жена Каролин Кёлен[фр.] — волейболистка, капитан сборной Голландии.
- Сыновья:
  - Старший сын Ким[фр.] — баскетболист, бронзовый призёр чемпионата мира 2014 года.
  - Младший сын Киллиан[фр.] также профессиональный баскетболист, в 2014 году выиграл чемпионат мира в возрастной категории до 16 лет.
  - Средний сын Кевин пошёл по стопам отца, стал волейболистом, доигровщиком, как и Лоран. С 2012 года вызывается отцом в национальную сборную, является игроком основного состава.